# Jan Tuin Centrum
Het Jan Tuin Centrum, ook De Tuin genoemd, is een neogotisch bouwwerk aan de zuidzijde van het Akerkhof in  Groningen op de hoek van de Schoolholm. Het gebouw werd ontworpen door de Groninger architect A.Th. van Elmpt en werd in 1995 aangewezen tot rijksmonument. Van het oorspronkelijke gebouw resteert inpandig alleen de kapel op de eerste verdieping. Achter het gebouw bevindt zich de grootste binnentuin van de binnenstad van Groningen. 

## Geschiedenis

### Voorgeschiedenis

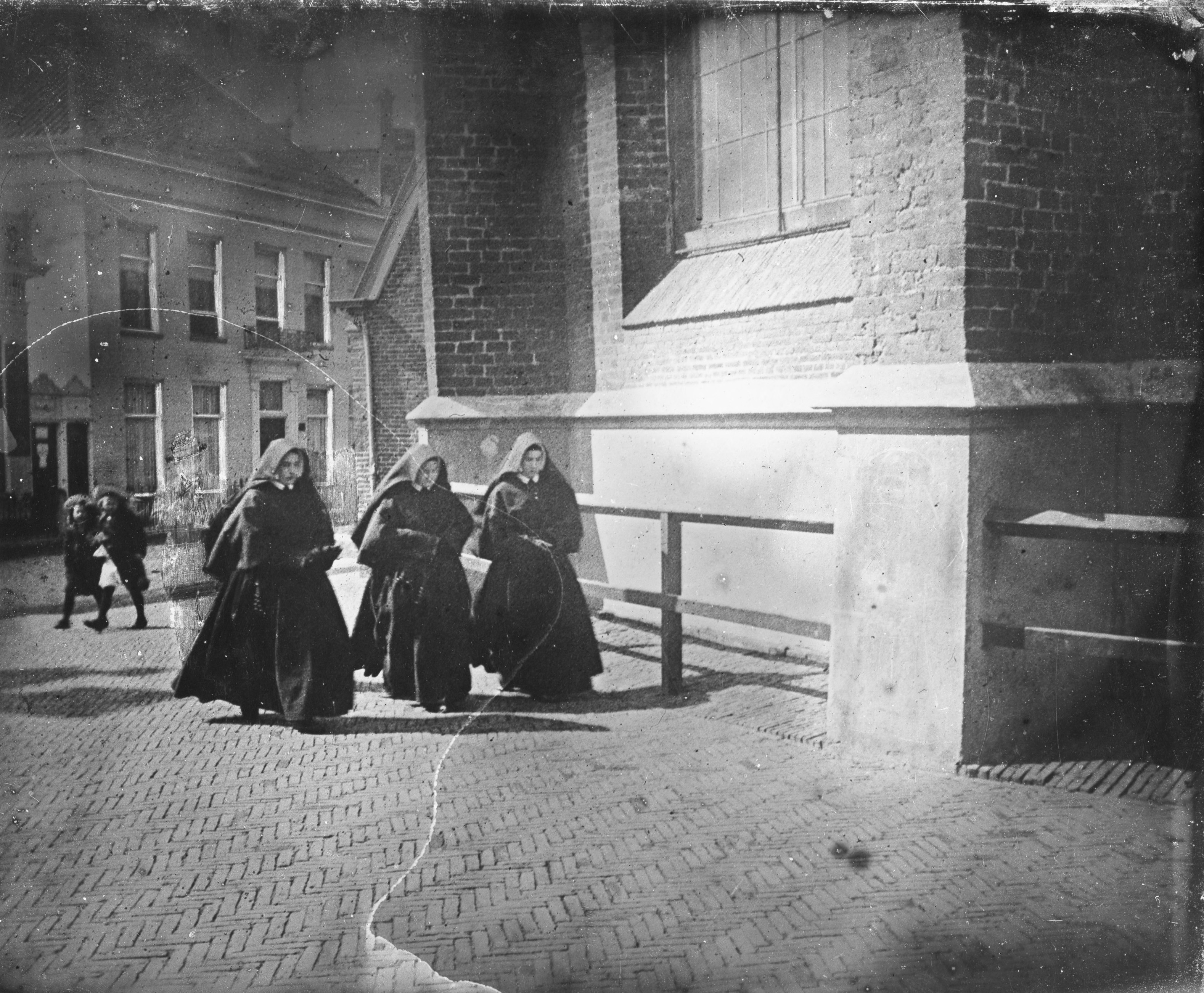
3 nonnen nabij de Akerk en het vroegere klooster aan het Akerkhof rond 1890

In 1873 vestigden de Zusters van Onze Lieve Vrouw van Amersfoort op verzoek van de Sint Willibrodusvereniging en op initiatief van pastoor Fredericus Wilhelmus Antonius Jansen zich aan de Schoolholm om er een meisjesschool te gaan leiden. Dit omdat de reeds aanwezige zusters van de Orde van Onze Lieve Vrouwe van Tilburg in het Liefdegesticht aan de Pausgang in het Bisschopskwartier de onderwijstaken er niet bij konden nemen en de zusters uit Amersfoort reeds ervaring hadden met een kweekschool in Amersfoort. De zusters uit Amersfoort vestigden hun klooster (zusterhuis) in een enkele honderden jaren oud hoekpand op de kruising van de Schoolholm en het Akerkhof. 
In 1883 werd iets verder naar het zuiden aan de Schoolholm 5 de katholieke meisjesschool voor lager onderwijs Sint-Michaël (naar de beschermheilige van de zusters) en huishoudschool Sint Anna gevestigd. De lagere school werd in de volksmond al gouw kortweg de 'school achter de A-Kerk’ genoemd. De lagere school was via de tuin bereikbaar vanuit het klooster. In de tuin bevond zich een betonnen Lourdesgrot.

### Klooster en katholieke huishoudschool
In 1908 verrees het huidige gebouw door toedoen van pastoor Wilhelmus Franciscus Elsen, die ook onder andere de drijvende kracht was achter de stichting van de Jozefkerk en de Heilig Hartkerk, de verbouwing van de Martinuskerk en de stichting van diverse parochies en scholen in de stad. Oorspronkelijk was het gebouw in gebruik als klooster (zusterhuis) voor de zusters. De ulo/huishoudschool St. Anna (externaat) werd eveneens gevestigd in het nieuwe gebouw. Het hele gebouw werd in de volksmond Het Slot genoemd.
In 1958 verhuisden de nonnen naar het nieuwe klooster Mariënholm in de Rivierenbuurt, waar ook de huishoudschool voor meisjes werd ondergebracht. Het gebouw werd vervolgens verkocht aan de gemeente. 
De lagere school aan de Schoolholm was aanvankelijk bedoeld voor alle katholieke kinderen, maar in 1917 werden meisjes uit armere gezinnen naar verder weggelegen wijken gestuurd en werd het een eliteschool voor welgestelde katholieken. In 1954 werden ook de jongens uit de Butjesstraat in de school ondergebracht en werd het een gemengde school. Het schoolgebouw was echter donker en zeer slecht onderhouden en werd in 1958 afgekeurd door de gemeente. In 1961 vertrok de bestaande ulo aan de Butjesstraat naar de nieuwe Martinus-ulo aan de Merwedestraat in de Rivierenbuurt. Het bestaande gebouw in de Butjesstraat werd toen grondig verbouwd, waarop de kinderen vanuit de Schoolholm in 1963 hierheen verhuisden. Daarna werd het pand nog tot 1970 gebruikt als katholieke kleuterschool. 

### Openbare huishoudschool
De gemeente huisvestte er aanvankelijk in 1958 een neutrale huishoudschool in afwachting van de bouw voor een nieuw schoolgebouw voor deze doelgroep. De huisvesting bleek aanvankelijk 'uiterst primitief'. In 1966 verliet de school het gebouw. 

### Jongerencentrum De Tuin
Bij het afscheid van burgemeester Jan Tuin in 1965 was ondertussen na een inzameling onder de inwoners van Groningen de Jan Tuinstichting opgericht die in 1967 in het gebouw van het klooster en de huishoudschool een klein alternatief jongerencentrum vestigde. Jan Tuin verrichte zelf de opening. Het beoogde centrum kwam echter nooit goed van de grond. Het centrum bestond aanvankelijk uit een jeugdrestaurant en een milkbar in navolging van Deense popbars. Vanaf 1971 werd er ook een tijdje de folk-club van de Stichting Folk Groningen gevestigd. Er volgde een tumultueuze periode met conflicten, geweld en drugs. Het pand ontsnapte in 1973 ter nauwer nood aan sluiting. Hoge schulden bleven het bestuur van het centrum achtervolgen en de gemeente moest meerdere keren bijspringen. In 1975 werd de naam gewijzigd naar Tuin-Inn. Er werd daarbij onder andere ingezet op alternatieve activiteiten, zoals yoga, vegetarisch eten en meditatie. Dit leidde in 1981 tot vragen vanuit de gemeenteraad om de subsidie stop te zetten, maar uiteindelijk werd hiervan af gezien. De naam werd dat jaar gewijzigd naar De Tuin. In 1983 trok de gemeente de subsidie in voor de medewerkers, waarna het centrum alleen nog op vrijwilligers draaide. Het gebouw behield zijn restaurant en werd aangevuld met culturele activiteiten en een gezondheidscentrum gericht op Oosterse technieken. De doelgroep werd verbreed naar alle volwassenen, met een focus op de leeftijdsgroep 25 tot 40. In het centrum kwamen toen vooral 'zweverige softies', terwijl de punkers naar Simplon gingen en de rockers naar Vera. In 1992 werd het gebouw gerenoveerd. De stichting richtte zich vervolgens steeds meer op zaalverhuur. Omstreeks 1995 was de financiële situatie niet langer toereikend om de exploitatie draaiende te houden en werd het pand overgedragen aan de Gemeente Groningen.
In 1970 kwam ook Schoolholm 5 in handen van het Jan Tuin Centrum. In 1971 werd er het Gronings Instituut voor Ekspressie en Kommunikatie (GIEK, later Gronings Spelcentrum) gevestigd, die lessen in kunstzinnige vorming aan kinderen gaf. Hier werd ook een kindertheater gevestigd. In 1982 verhuisde de stichting en werd het gebouw gesloopt voor de bouw van een woningbouwcomplex door Patrimonium in het kader van stadsvernieuwing. Twee gevelornamenten van de oude school zijn herplaatst aan weerszijden van de ingang van het nieuwe complex.

### Humanitas
Na een grote verbouwing vestigde in 1998 Humanitas District Noord zich in het pand Akerkhof 22. Tegelijk met Humanitas werd ook 'eeterie De Globe’ van Stichting Werkprojecten Groningen geopend in het pand.

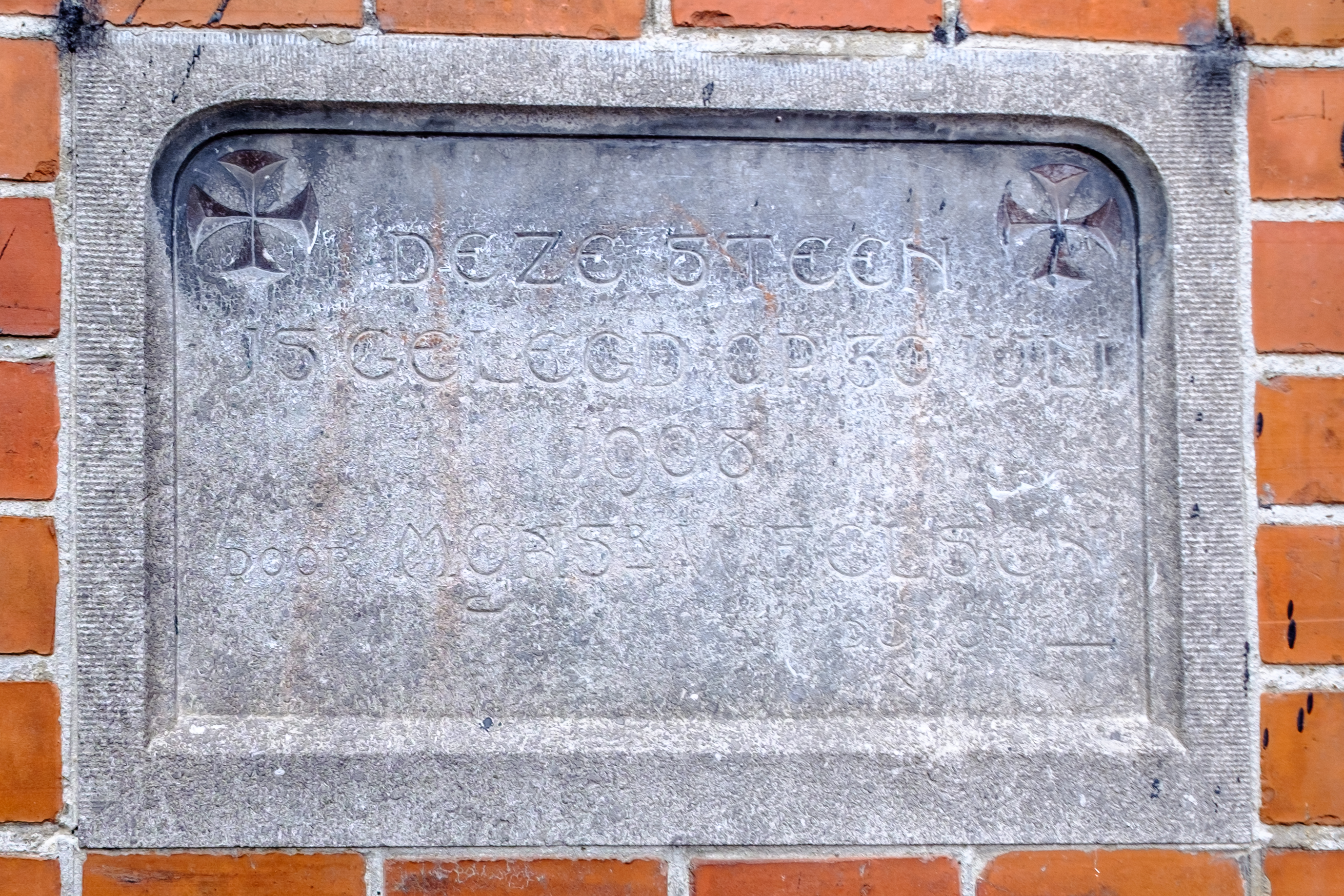
Stichtingssteen
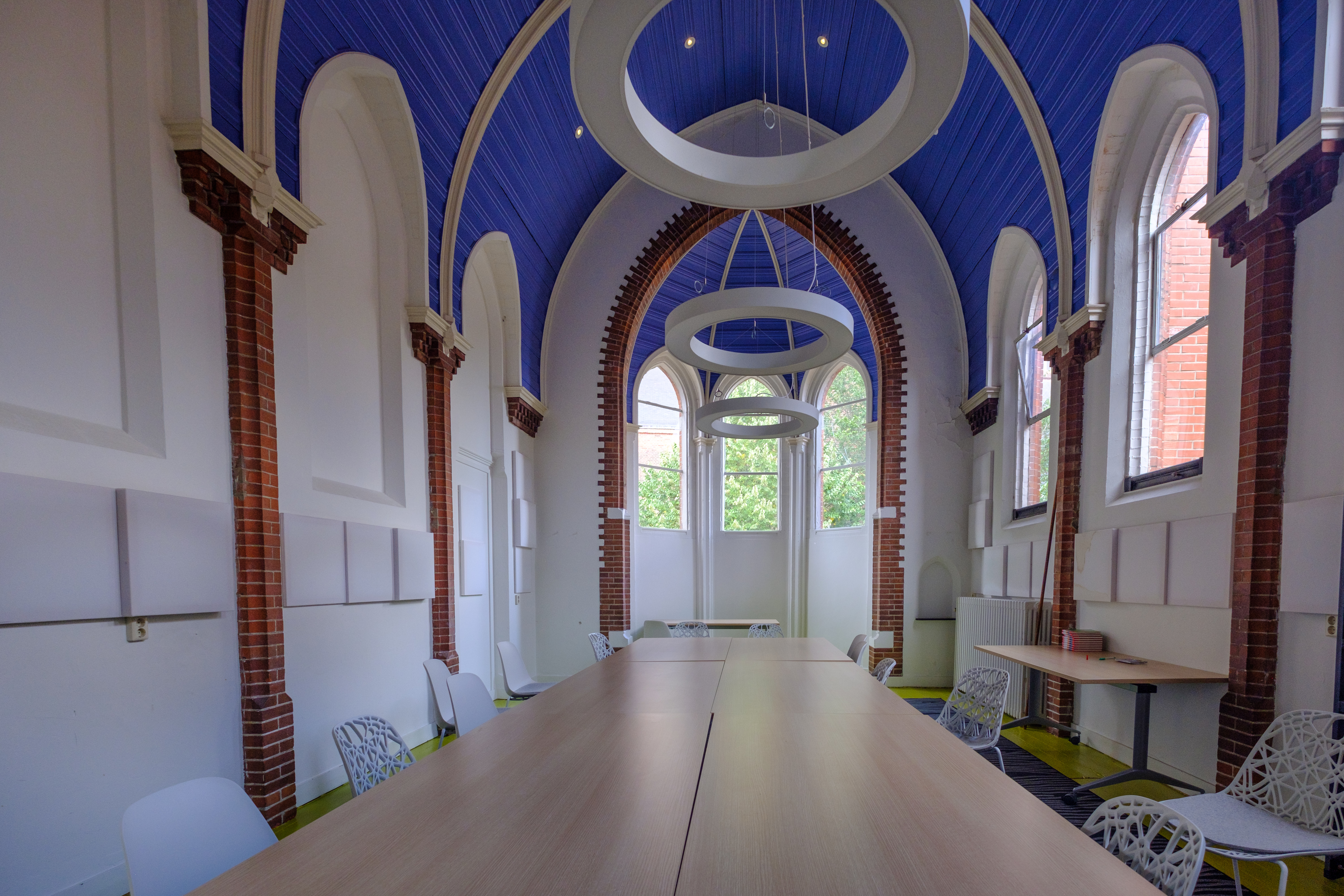
Voormalige kapel op de bovenverdieping
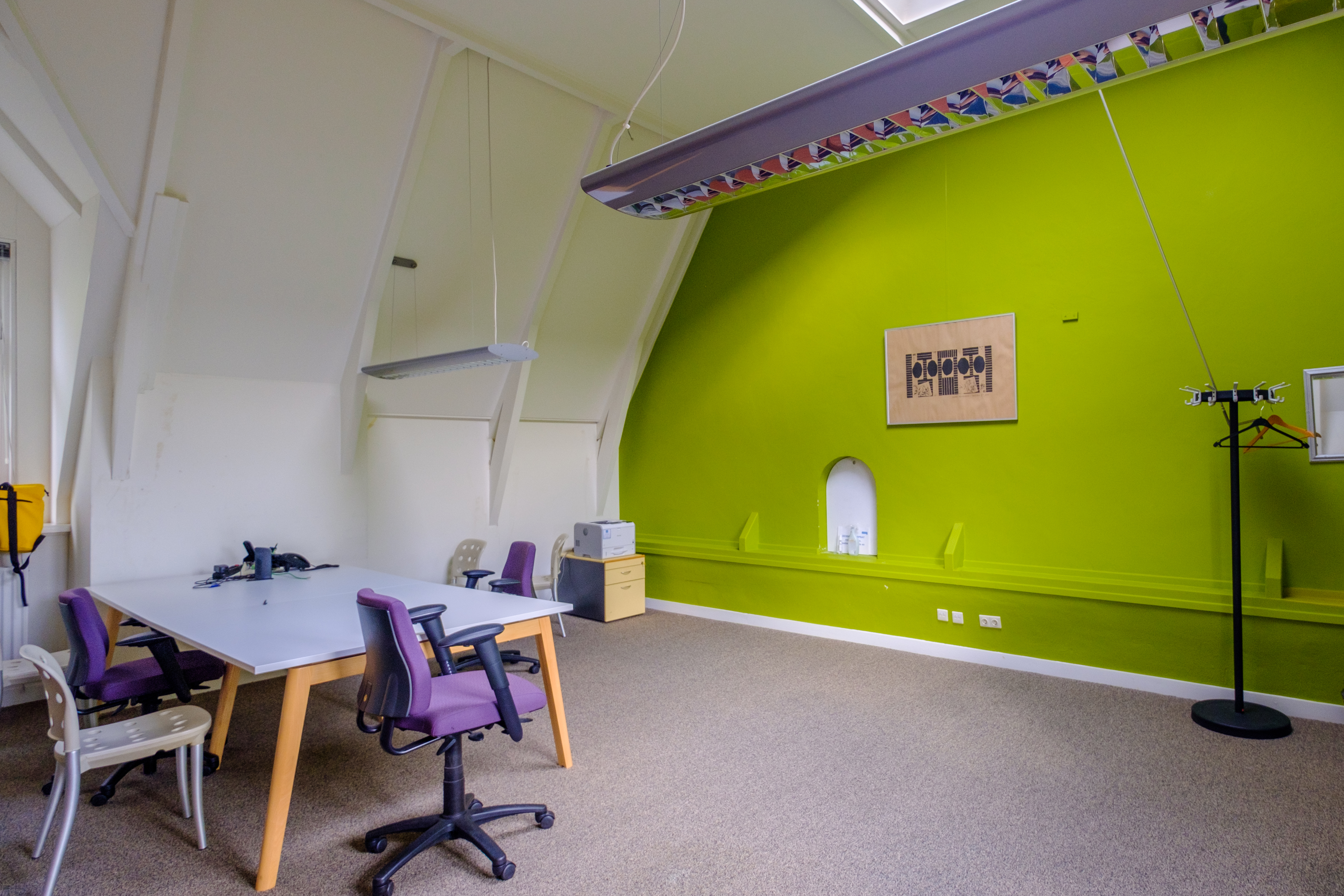
Bovenverdieping met links een voormalig meekijkvenster (rondboogvenster) waardoor diensten in de kapel konden worden bijgewoond.
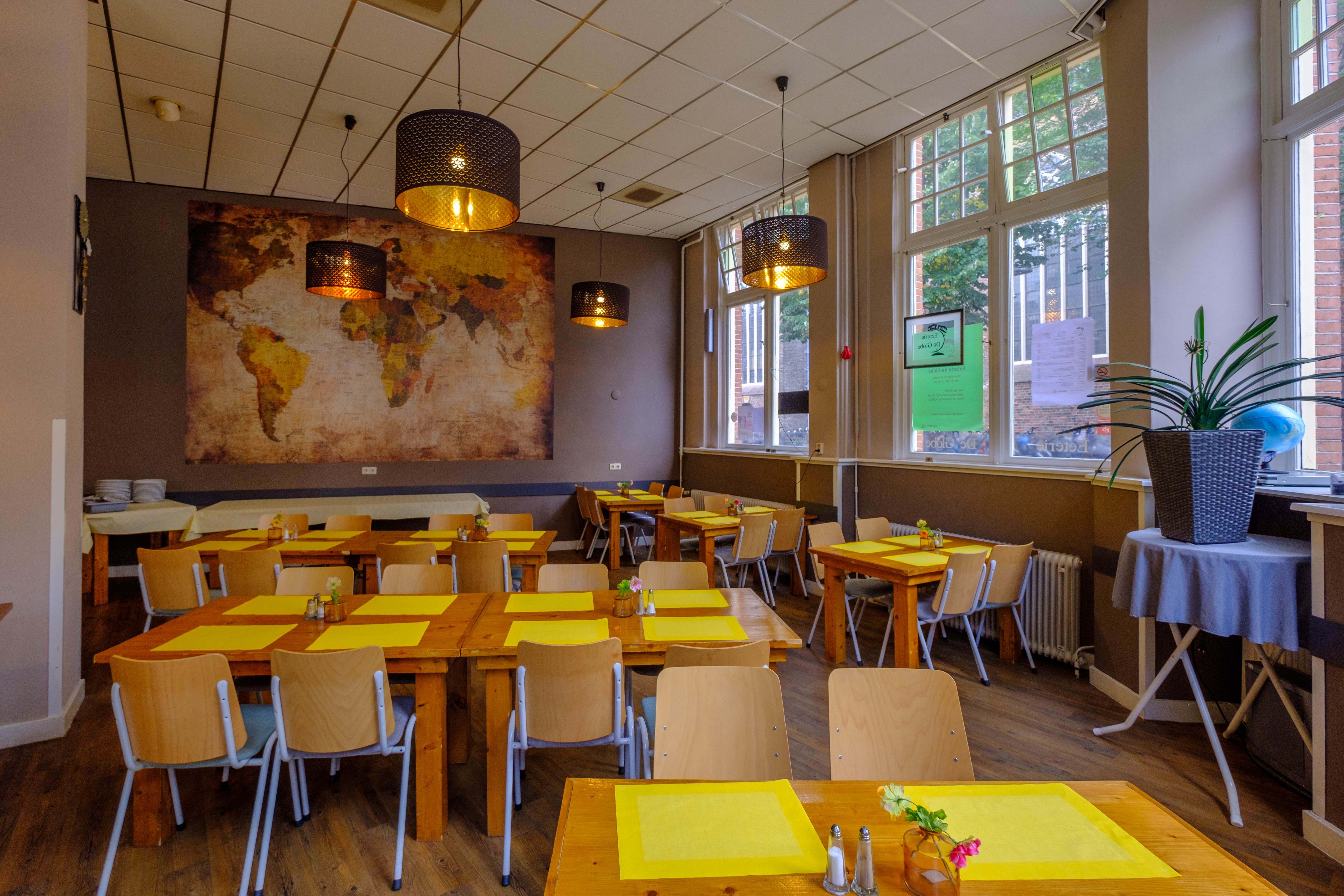
Eeterie de Globe
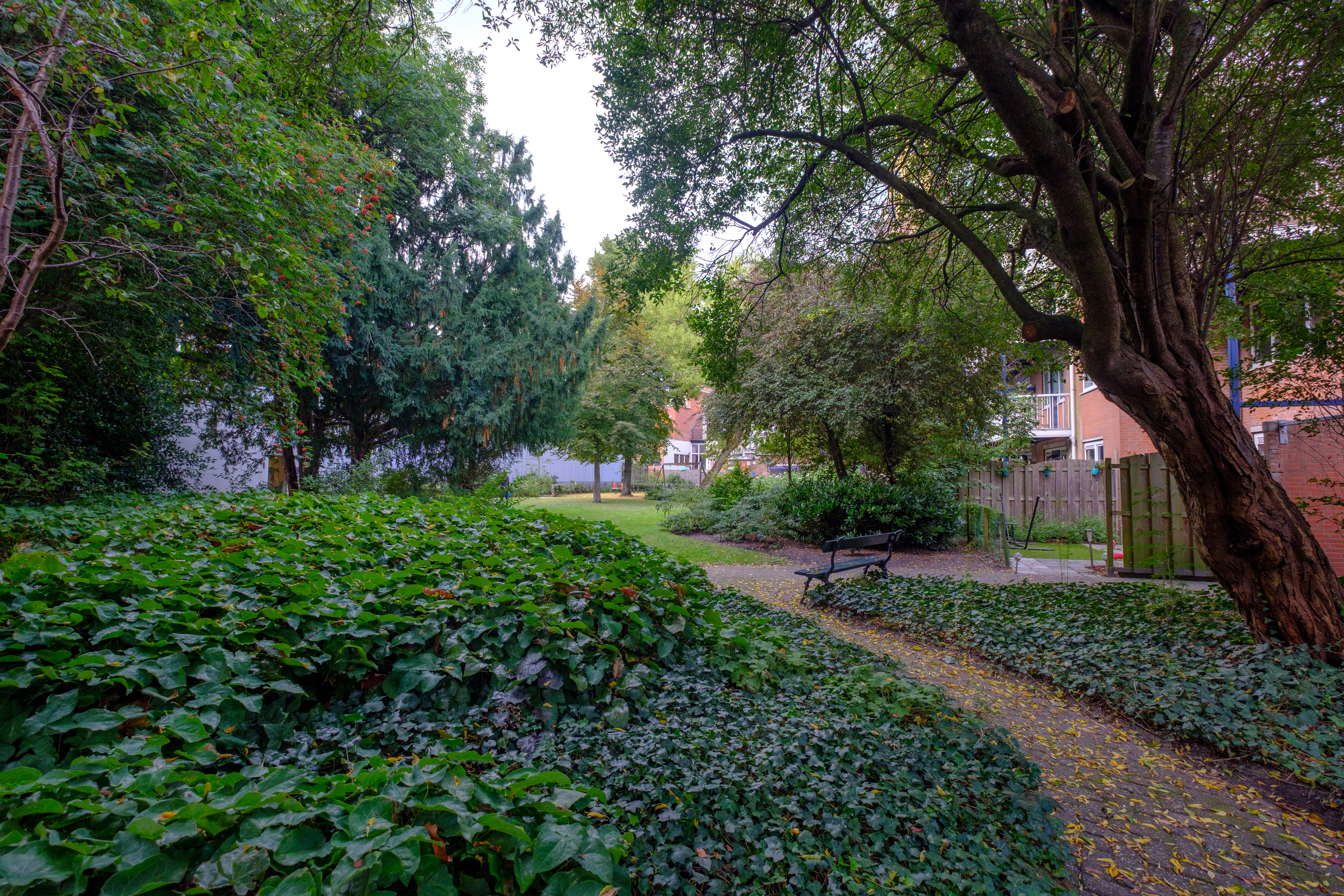
Binnentuin gezien in de richting van De Tuin